# (6038) 1989 EQ
(6038) 1989 EQ là một tiểu hành tinh vành đai chính. Nó được phát hiện bởi Robert H. McNaught ở Đài thiên văn Siding Spring ở Canberra, Australia, ngày 4 tháng 3 năm 1989.